# مخدان (بستک)
 مُغدان (مغدان) به گویش محلی  مودون  
، از توابع بخش مرکزی شهرستان بستک در غرب استان هرمزگان در جنوب ایران واقع شده‌است.
روستای کوچکی در شمال غربی بستک.
به نقل قول از بزرگان وریش سفیدان تاریخ این روستا به دوران پیش از اسلام بر می‌گردد. گویند شهری بزرگ بوده و گبرها در آن سکونت داشته أند. اولین افرادی که ساکن بستک شده أند از مخدان(مودون) یا(مغدان)شهر بستک آمده أند.

## آثار باستانی
آثار روستای باستانی مغدان که شامل صدها خانه‌های ویرانه می‌باشد در وسط نخلستان به چشم می‌خورد.

## ساکنان مخدان
ساکنان مخدان فعلی اکثراً افراد کوه‌نشین حشم‌نشین و صحرا گردها و دامداران هستند که در چند سال گذشته از اطراف کوه‌های مخدان(مغدان)آمده أند و در آن محل سکونت گزیده أند.

## وجه تسمیت
وجه تسمست به مغدان: گروهی گویند نام مخدان از دو بخش 
«مغ» و «دان» تشکیل یافته‌است. «مغ» یا (موغ) به زبان «بندری» یا (موه) یعنی نخل یا درخت خرما و (دان) به جایی گفته می‌شود که چیزی در آن قرار داشته باشد. و چون در این منطقه درخت خرما فراوان است آن را مخدان نامگذاری کرده أند.

## نگارخانه

نخلستان مخدان
مخدان
آثار مخدان
نخلها
نخل
مخدان

## فهرست منابع و مآخذ
- محمدیان، کوخردی، محمد.  «شهرستان بستک و بخش کوخرد»  ج۱. چاپ اول، دبی: سال انتشار ۲۰۰۵ میلادی.
- عباسی، قلی، مصطفی،  «بستک وجهانگیریه»، چاپ اول، تهران : ناشر: شرکت انتشارات جهان معاصر، سال ۱۳۷۲ خورشیدی.
- سلامی، بستکی، احمد.  (بستک در گذرگاه تاریخ)  ج۲ چاپ اول، ۱۳۷۲ خورشیدی.
- بالود، محمد.  (فرهنگ عامه در منطقه بستک)  ناشر همسایه، چاپ زیتون، انتشار سال ۱۳۸۴ خورشیدی.
- بنی عباسیان، بستکی، محمد اعظم،  «تاریخ جهانگیریه»  چاپ تهران، سال ۱۳۳۹ خورشیدی.
- الکوخردی، محمد، بن یوسف، (کُوخِرد حَاضِرَة اِسلامِیةَ عَلی ضِفافِ نَهر مِهران Kookherd, an Islamic District on the bank of Mehran River) الطبعة الثالثة، دبی: سنة ۱۹۹۷ للمیلاد.
- بختیاری، سعید،  «اتواطلس ایران» ، “ مؤسسه جغرافیایی وکارتگرافی گیتاشناسی، بهار ۱۳۸۴ خورشیدی.
- نگاره‌ها از: محمد محمدیان.
- محمد، صدیق «تارخ فارس» صفحه‌های (۵۰ ـ ۵۱ ـ ۵۲ ـ ۵۳)، چاپ سال ۱۹۹۳ میلادی.
- محمدیان، کوخری، محمد، “ (به یاد کوخرد) “، ج۱. ج۲. چاپ اول، دبی: سال انتشار ۲۰۰۳ میلادی.
- اطلس گیتاشناسی استان‌های ایران [Atlas Gitashenasi Ostanhai Iran] (Gitashenasi Province Atlas of Iran)